# 1881 Shao
1881 Shao (1940 PC) là một tiểu hành tinh vành đai chính được phát hiện ngày 3 tháng 8 năm 1940 bởi K. Reinmuth ở Heidelberg.